# Franquia
Franquia ist eine Ortschaft im Norden Uruguays. 

## Geographie
Sie liegt im nordwestlichen Teil des Departamento Artigas in dessen 7. Sektor nördlich von Bella Unión und Cuareim an der Mündung des Río Cuareim in den Río Uruguay.

## Einwohner
Franquia hat 935 Einwohner, davon 484 Männer und 451 Frauen (Stand: 2011).
| Jahr | Einwohner |
| ---- | --------- |
| 1963 | 595       |
| 1975 | 376       |
| 1985 | 299       |
| 1996 | 396       |
| 2004 | 833       |
| 2011 | 935       |

Quelle: Instituto Nacional de Estadística de Uruguay